# Hebanz
Hebanz ist ein Gemeindeteil der Stadt Marktleuthen im Landkreis Wunsiedel im Fichtelgebirge (Oberfranken, Bayern). Er hat um die 140 Einwohner und befindet sich an der Staatsstraße 2176.
Das Rundangerdorf liegt zwei Kilometer südöstlich von Marktleuthen und vier Kilometer nordöstlich von Höchstädt im Fichtelgebirge. Unmittelbar südlich liegt der 567 m hohe Wolfsbühl, zwei Kilometer westlich der Ortsteil Habnith. Am nördlichen Ortsausgang fließt die Eger.

## Geschichte
Eine erste urkundliche Erwähnung war 1368, damals noch unter dem Namen „Hebanse“. Die Gründung geht auf Albert Nothaft von Thierstein zurück, der hier zwölf Höfe mitsamt einigen Herbergen ansiedeln ließ. Im Jahre 1818 erfolgte aufgrund des Gemeindeedikts die Aufstufung zur Ruralgemeinde Hebanz, die außerdem noch Habnith, Kaiserhammer, Karolinenhain, Leuthenforst, Ruggenmühle, Schwarzenhammer und Wendenhammer umfasste. Am 1. Juli 1953 wurde der Name der Gemeinde amtlich von Hebanz in Schwarzenhammer geändert. Im Zuge der Gebietsreform in Bayern wurde sie am 1. Januar 1978 aufgelöst. Ein Teil kam zum Markt Thierstein, während Hebanz der Stadt Marktleuthen zugesprochen wurde.